# Campeonato Europeo de Natación de 1999
El XXIV Campeonato Europeo de Natación se celebró en Estambul (Turquía) entre el 22 de julio y el 1 de agosto de 1999 bajo la organización de la Liga Europea de Natación (LEN) y la Federación Turca de Natación.
Las competiciones de natación, natación sincronizada y saltos se realizaron en la Piscina Olímpica de Ataköy (ubicada al lado del Sinan Erdem Dome), y las de natación en aguas abiertas en las aguas del mar de Mármara.

## Resultados de natación

### Masculino
| Evento                   | Oro | Plata                                                                                   | Bronce                                                                                      |
| ------------------------ | --- | --------------------------------------------------------------------------------------- | ------------------------------------------------------------------------------------------- |
| 50 m libre               | Pieter van den Hoogenband · Países Bajos · 22,06                                                        | Lorenzo Vismara · Italia · 22,21                                                        | Alexandr Popov · Rusia · 22,32                                                              |
| 100 m libre              | Pieter van den Hoogenband · Países Bajos · 48,47                                                        | Alexandr Popov · Rusia · 48,82                                                          | Lars Frölander · Suecia · 49,40                                                             |
| 200 m libre              | Pieter van den Hoogenband · Países Bajos · 1:47,09                                                      | Paul Palmer Reino Unido 1:48,01                                                         | Massimiliano Rosolino · Italia · 1:48,37                                                    |
| 400 m libre              | Paul Palmer Reino Unido 3:48,12                                                                         | Emiliano Brembilla · Italia · 3:48,50                                                   | Dragoș Coman · Rumania · 3:49,04                                                            |
| 1500 m libre             | Igor Snitko · Ucrania · 15:07,19                                                                        | Dragoș Coman · Rumania · 15:13,10                                                       | Sylvain Cros Francia 15:19,26                                                               |
| 50 m espalda             | Stev Theloke · Alemania · 25,66                                                                         | Thomas Rupprath · Alemania · 25,94                                                      | Mariusz Siembida · Polonia · 26,07                                                          |
| 100 m espalda            | Stev Theloke · Alemania · 55,18                                                                         | Gordan Kožulj · Croacia · 55,84                                                         | Eithan Urbach Israel 55,87                                                                  |
| 200 m espalda            | Ralf Braun · Alemania · 1:59,74                                                                         | Gordan Kožulj · Croacia · 2:00,07                                                       | Emanuele Merisi · Italia · 2:00,50                                                          |
| 50 m braza               | Mark Warnecke · Alemania · 27,95                                                                        | Oleg Lisogor · Ucrania · 28,21                                                          | Károly Güttler · Hungría · 28,29                                                            |
| 100 m braza              | Domenico Fioravanti · Italia · 1:01,34                                                                  | Mark Warnecke · Alemania · 1:01,97                                                      | Stéphan Perrot Francia 1:02,08                                                              |
| 200 m braza              | Stéphan Perrot Francia 2:12,46                                                                          | Dmitri Komornikov · Rusia · 2:12,88                                                     | Yohan Bernard Francia 2:12,96                                                               |
| 50 m mariposa            | Pieter van den Hoogenband · Países Bajos · 23,89                                                        | Miloš Milošević · Croacia · 24,17                                                       | Mark Foster · Reino Unido · Lars Frölander · Suecia · 24,39                                 |
| 100 m mariposa           | Lars Frölander · Suecia · 52,61                                                                         | James Hickman Reino Unido 52,97                                                         | Danys Sylantyev · Ucrania · 53,04                                                           |
| 200 m mariposa           | Franck Esposito Francia 1:57,20                                                                         | Danys Sylantyev · Ucrania · 1:57,29                                                     | Anatoli Poliakov · Rusia · 1:57,89                                                          |
| 200 m cuatro estilos     | Marcel Wouda · Países Bajos · 2:01,43                                                                   | Massimiliano Rosolino · Italia · 2:01,46                                                | Jani Sievinen · Finlandia · 2:02,11                                                         |
| 400 m cuatro estilos     | Frederik Hviid · España · 4:17,16                                                                       | Michael Halika Israel 4:17,49                                                           | Marcel Wouda · Países Bajos · 4:18,26                                                       |
| 4 X 100 m libre          | Países Bajos · Johan Kenjuis · Mark Veens · Marcel Wouda · Pieter van den Hoogenband · 3:16,27          | Rusia · Denis Pimankov · Sergéi Ashijmin · Dmitri Chernychev · Alexandr Popov · 3:19,49 | Alemania · Christian Keller · Lars Merseburg · Christian Tröger · Lars Conrad · 3:20,20     |
| 4 X 200 m libre          | Alemania · Christian Keller · Stefan Pohl · Lars Conrad · Michael Kiedel · 7:19,63                      | Reino Unido Paul Palmer Gavin Meadows James Salter Edward Sinclair 7:19,91              | Rusia · Maxim Korshunov · Dmitri Kuzmin · Andrei Kapralov · Dmitri Chernychev · 7:25,36     |
| 4 X 100 m cuatro estilos | Países Bajos · Klaas-Erik Zwering · Marcel Wouda · Stefan Aartsen · Pieter van den Hoogenband · 3:39,52 | Alemania · Stev Theloke · Mark Warnecke · Christian Keller · Christian Tröger · 3:40,15 | Rusia · Sergéi Ostapchuk · Dmitri Komornikov · Vladislav Kulikov · Alexandr Popov · 3:41,18 |

### Femenino
| Evento                   | Oro                                                                                              | Plata                                                                                         | Bronce                                                                                     |
| ------------------------ | ------------------------------------------------------------------------------------------------ | --------------------------------------------------------------------------------------------- | ------------------------------------------------------------------------------------------ |
| 50 m libre               | Inge de Bruijn · Países Bajos · 24,99                                                            | Therese Alshammar · Suecia · 25,30                                                            | Alison Sheppard Reino Unido 25,33                                                          |
| 100 m libre              | Sue Rolph Reino Unido 55,03                                                                      | Inge de Bruijn · Países Bajos · 55,24                                                         | Sandra Völker · Alemania · 55,36                                                           |
| 200 m libre              | Camelia Potec · Rumania · 1:58,79                                                                | Kerstin Kielgaß · Alemania · 2:00,09                                                          | Natalia Baranovskaya · Bielorrusia · 2:00,18                                               |
| 400 m libre              | Camelia Potec · Rumania · 4:08,09                                                                | Kerstin Kielgaß · Alemania · 4:08,57                                                          | Yana Klochkova · Ucrania · 4:10,11                                                         |
| 800 m libre              | Hannah Stockbauer · Alemania · 8:33,79                                                           | Kirsten Vlieghuis · Países Bajos · 8:35,19                                                    | Jana Henke · Alemania · 8:37,06                                                            |
| 50 m espalda             | Sandra Völker · Alemania · 28,71                                                                 | Nina Zhivanevskaya · España · 29,02                                                           | Metka Šparovec Eslovenia 29,25                                                             |
| 100 m espalda            | Sandra Völker · Alemania · 1:01,39                                                               | Nina Zhivanevskaya · España · 1:01,98                                                         | Roxana Maracineanu Francia 1:02,47                                                         |
| 200 m espalda            | Roxana Maracineanu Francia 2:11,94                                                               | Yuliya Fomenko · Rusia · Cathleen Rund · Alemania · 2:13,33                                   |                                                                                            |
| 50 m braza               | Ágnes Kovács · Hungría · 31,44                                                                   | Zoe Baker Reino Unido 31,53                                                                   | Janne Schäfer · Alemania · 32,22                                                           |
| 100 m braza              | Ágnes Kovács · Hungría · 1:08,75                                                                 | Svitlana Bondarenko · Ucrania · 1:09,33                                                       | Brigitte Becue · Bélgica · 1:10,23                                                         |
| 200 m braza              | Ágnes Kovács · Hungría · 2:27,12                                                                 | Beatrice Căslaru · Rumania · 2:27,80                                                          | Alicja Pęczak · Polonia · 2:28,93                                                          |
| 50 m mariposa            | Anna-Karin Kammerling · Suecia · 26,29                                                           | Johanna Sjöberg · Suecia · 26,93                                                              | Chantal Groot · Países Bajos · 27,41                                                       |
| 100 m mariposa           | Inge de Bruijn · Países Bajos · 58,49                                                            | Johanna Sjöberg · Suecia · 58,97                                                              | Diana Mocanu · Rumania · 1:00,02                                                           |
| 200 m mariposa           | Mette Jacobsen Dinamarca 2:10,40                                                                 | María Peláez Navarrete · España · 2:11,49                                                     | Otylia Jędrzejczak · Polonia · 2:11,60                                                     |
| 200 m cuatro estilos     | Yana Klochkova · Ucrania · 2:14,02                                                               | Beatrice Căslaru · Rumania · 2:15,12                                                          | Sabine Herbst · Alemania · 2:16,95                                                         |
| 400 m cuatro estilos     | Yana Klochkova · Ucrania · 4:38,14                                                               | Beatrice Căslaru · Rumania · 4:40,98                                                          | Hana Černá · República Checa · 4:45,45                                                     |
| 4 X 100 m libre          | Alemania · Katrin Meißner · Antje Buschschulte · Franziska van Almsick · Sandra Völker · 3:40,87 | Suecia · Louise Jöhncke · Josefin Lillhage · Malin Svahnstrom · Therese Alshammar · 3:43,07   | Reino Unido Alison Sheppard Claire Huddart Karen Pickering Sue Rolph 3:43,55               |
| 4 X 200 m libre          | Alemania · Franziska van Almsick · Silvia Szalai · Hannah Stockbauer · Kerstin Kielgaß · 8:01,66 | Suecia · Josefin Lillhage · Malin Svahnstrom · Johanna Sjöberg · Louise Jöhncke · 8:07,37     | Rumania · Camelia Potec · Lorena Diaconescu · Simona Păduraru · Beatrice Căslaru · 8:07,75 |
| 4 X 100 m cuatro estilos | Suecia · Therese Alshammar · Maria Östling · Johanna Sjöberg · Malin Svahnstrom · 4:07,52        | Alemania · Sandra Völker · Silvia Pulfrich · Franziska van Almsick · Katrin Meißner · 4:07,72 | Reino Unido Katy Sexton Zoe Baker Sue Rolph Karen Pickering 4:09,18                        |

### Medallero
| Núm. | País            | Oro | Plata | Bronce | Total |
| ---- | --------------- | --- | ----- | ------ | ----- |
| 1    | Alemania        | 10  | 7     | 5      | 22    |
| 2    | Países Bajos    | 9   | 2     | 2      | 13    |
| 3    | Suecia          | 3   | 5     | 2      | 10    |
| 4    | Ucrania         | 3   | 3     | 2      | 8     |
| 5    | Francia         | 3   | 0     | 4      | 7     |
| 6    | Hungría         | 3   | 0     | 1      | 4     |
| 7    | Reino Unido     | 2   | 4     | 4      | 10    |
| 8    | Rumania         | 2   | 4     | 3      | 9     |
| 9    | Italia          | 1   | 3     | 2      | 6     |
| 10   | España          | 1   | 3     | 0      | 4     |
| 11   | Dinamarca       | 1   | 0     | 0      | 1     |
| 12   | Rusia           | 0   | 4     | 4      | 8     |
| 13   | Croacia         | 0   | 3     | 0      | 3     |
| 14   | Israel          | 0   | 1     | 1      | 2     |
| 15   | Polonia         | 0   | 0     | 3      | 3     |
| 16   | Bélgica         | 0   | 0     | 1      | 1     |
| 16   | Bielorrusia     | 0   | 0     | 1      | 1     |
| 16   | Eslovenia       | 0   | 0     | 1      | 1     |
| 16   | Finlandia       | 0   | 0     | 1      | 1     |
| 16   | República Checa | 0   | 0     | 1      | 1     |
|      | TOTAL           | 38  | 39    | 38     | 115   |

## Resultados de saltos

### Masculino
| Evento                  | Oro                                               | Plata                                                 | Bronce                                         |
| ----------------------- | ------------------------------------------------- | ----------------------------------------------------- | ---------------------------------------------- |
| Trampolín 1 m           | José Miguel Gil · España · 396,66 pts.            | Andreas Wels · Alemania · 395,97 pts.                 | Stefan Ahrens · Alemania · 367,68 pts.         |
| Trampolín 3 m           | Tony Ally Reino Unido 415,62                      | Imre Lengyel · Hungría · 402,30                       | Jukka Piekkanen · Finlandia · 395,70           |
| Plataforma 10 m         | Dmitri Sautin · Rusia · 435,87                    | Heiko Meyer · Alemania · 426,18                       | Roman Volodkov · Ucrania · 416,52              |
| Trampolín 3 m sincro.   | Donald Miranda · Nicola Marconi · Italia · 303,24 | Alexander Mesch · Holger Schlepps · Alemania · 299,79 | Tony Ally Mark Shipman Reino Unido 296,01      |
| Plataforma 10 m sincro. | Jan Hempel · Heiko Meyer · Alemania · 320,46      | Igor Lukashin · Vladimir Timochinin · Rusia · 318,39  | Leon Taylor Pete Waterfield Reino Unido 295,44 |

### Femenino
| Evento                  | Oro                                                         | Plata                                              | Bronce                                            |
| ----------------------- | ----------------------------------------------------------- | -------------------------------------------------- | ------------------------------------------------- |
| Trampolín 1 m           | Vera Ilina · Rusia · 283,41 pts.                            | Irina Lashko · Rusia · 277,59 pts.                 | Conny Schmalfuss · Alemania · 265,11 pts.         |
| Trampolín 3 m           | Vera Ilina · Rusia · 312,39                                 | Irina Lashko · Rusia · 293,67                      | Conny Schmalfuss · Alemania · 293,55              |
| Plataforma 10 m         | Olena Zhupina · Ucrania · 338,28                            | Dolores Sáez de Ibarra · España · 329,22           | Svetlana Timoshinina · Rusia · 307,53             |
| Trampolín 3 m sincro.   | Anna Sorokina · Olena Zhupina · Ucrania · 285,15            | Simona Koch · Conny Schmalfuss · Alemania · 281,10 | Odile Arboles-Souchon Julie Danaux Francia 262,68 |
| Plataforma 10 m sincro. | Svetlana Timoshinina · Evgenia Olshevskaya · Rusia · 272,46 | Ute Wetzig · Anke Piper · Alemania · 264,69        | Odile Arboles-Souchon Julie Danaux Francia 254,94 |

### Medallero
| Núm. | País        | Oro | Plata | Bronce | Total |
| ---- | ----------- | --- | ----- | ------ | ----- |
| 1    | Rusia       | 4   | 3     | 1      | 8     |
| 2    | Ucrania     | 2   | 0     | 1      | 3     |
| 3    | Alemania    | 1   | 5     | 3      | 9     |
| 4    | España      | 1   | 1     | 0      | 2     |
| 5    | Reino Unido | 1   | 0     | 2      | 3     |
| 6    | Italia      | 1   | 0     | 0      | 1     |
| 7    | Hungría     | 0   | 1     | 0      | 1     |
| 8    | Francia     | 0   | 0     | 2      | 2     |
| 9    | Finlandia   | 0   | 0     | 1      | 1     |
|      | TOTAL       | 10  | 10    | 10     | 30    |

## Resultados de natación en aguas abiertas

### Masculino
| Evento | Oro                                  | Plata                              | Bronce                             |
| ------ | ------------------------------------ | ---------------------------------- | ---------------------------------- |
| 5 km   | Evgeni Bezruchenko · Rusia · 59:08,1 | Alexéi Akatiyev · Rusia · 59:13,5  | Samuele Pampana · Italia · 59:16,1 |
| 25 km  | Alexéi Akatiyev · Rusia · 5:11:06,6  | Anton Sanachev · Rusia · 5:11:59,7 | André Wilde · Alemania · 5:12:40,8 |

### Femenino
| Evento | Oro                                 | Plata                                | Bronce                               |
| ------ | ----------------------------------- | ------------------------------------ | ------------------------------------ |
| 5 km   | Peggy Büchse · Alemania · 1:01:56,6 | Viola Valli · Italia · 1:01:57,8     | Britta Kamrau · Alemania · 1:02:00,6 |
| 25 km  | Olga Guseva · Rusia · 5:58:28,3     | Angela Maurer · Alemania · 5:59:30,5 | Britta Kamrau · Alemania · 5:59:33,2 |

### Medallero
| Núm. | País     | Oro | Plata | Bronce | Total |
| ---- | -------- | --- | ----- | ------ | ----- |
| 1    | Rusia    | 3   | 2     | 0      | 5     |
| 2    | Alemania | 1   | 1     | 3      | 5     |
| 3    | Italia   | 0   | 1     | 1      | 2     |
|      | TOTAL    | 4   | 4     | 4      | 12    |

## Resultados de natación sincronizada
| Evento | Oro | Plata | Bronce |
| ------ | --- | --- | --- |
| Solo   | Olga Brusnikina · Rusia · 99,000 pts. | Virginie Dedieu Francia 97,680 pts. | Giovanna Burlando · Italia · 95,880 pts. |
| Dúo    | Olga Brusnikina · Maria Kiseliova · Rusia · 99,190 | Virginie Dedieu Myriam Lignot Francia 97,240                                                                                                  | Giovanna Burlando · Maurizia Cecconi · Italia · 97,240 |
| Equipo | Yelena Azarova · Olga Brusnikina · Maria Kiseliova · Olga Novokshchenova · Irina Pershina · Yelena Soya · Yulia Vasilieva · Olga Vasiukova · Rusia · 99,080 | Agnès Berthet Cinthia Bouhier Virginie Dedieu Cathy Geoffroy Rachel Le Bozec Myriam Lignot Charlotte Massardier Magali Rathier Francia 97,480 | Giada Ballan · Serena Bianchi · Mara Brunetti · Giovanna Burlando · Chiara Cassin · Maurizia Cecconi · Alice Dominici · Alessia Lucchini · Italia · 96,240 |

### Medallero
| Núm. | País    | Oro | Plata | Bronce | Total |
| ---- | ------- | --- | ----- | ------ | ----- |
| 1    | Rusia   | 3   | 0     | 0      | 3     |
| 2    | Francia | 0   | 3     | 0      | 3     |
| 3    | Italia  | 0   | 0     | 3      | 3     |
|      | TOTAL   | 3   | 3     | 3      | 9     |

## Medallero total
| Núm. | País            | Oro | Plata | Bronce | Total |
| ---- | --------------- | --- | ----- | ------ | ----- |
| 1    | Alemania        | 12  | 13    | 11     | 36    |
| 2    | Rusia           | 10  | 9     | 5      | 24    |
| 3    | Países Bajos    | 9   | 2     | 2      | 13    |
| 4    | Ucrania         | 5   | 3     | 3      | 11    |
| 5    | Suecia          | 3   | 5     | 2      | 10    |
| 6    | Reino Unido     | 3   | 4     | 6      | 13    |
| 7    | Francia         | 3   | 3     | 6      | 12    |
| 8    | Hungría         | 3   | 1     | 1      | 5     |
| 9    | Italia          | 2   | 4     | 6      | 12    |
| 10   | Rumania         | 2   | 4     | 3      | 9     |
| 11   | España          | 2   | 4     | 0      | 6     |
| 12   | Dinamarca       | 1   | 0     | 0      | 1     |
| 13   | Croacia         | 0   | 3     | 0      | 3     |
| 14   | Israel          | 0   | 1     | 1      | 2     |
| 15   | Polonia         | 0   | 0     | 3      | 3     |
| 16   | Finlandia       | 0   | 0     | 2      | 2     |
| 17   | Bélgica         | 0   | 0     | 1      | 1     |
| 17   | Bielorrusia     | 0   | 0     | 1      | 1     |
| 17   | Eslovenia       | 0   | 0     | 1      | 1     |
| 17   | República Checa | 0   | 0     | 1      | 1     |
|      | TOTAL           | 55  | 56    | 55     | 166   |